# Tramas do Entardecer
Tramas do Entardecer  é um curta experimental estadunidense de 1943 dirigido e estrelado por Maya Deren e Alexander Hammid, sendo também escrito, produzido e editado por Deren. O caráter surrealista do filme é acentuado por meio de uma narrativa repetitiva e, por vezes, desconexa, incluindo uma flor deixada ao longo de uma estrada, uma chave caindo e uma faca em uma fatia de pão. A trilha sonora, de Teiji Ito, adicionada em 1952, além da câmera lenta e dos distintos movimento de câmera, contribui para o distanciamento da realidade proposto.
O filme foi o primeiro realizado pelo casal Deren e Hammid, utilizando apenas uma câmera Bolex de 16mm e sendo filmado em apenas uma locação de Hollywood. Entretanto, consistiu em sua mais famosa produção e é considerado um marco na produção cinematográfica experimental americana dos anos 40 e 50.
Em 1990, Tramas do Entardecer foi selecionado pela Biblioteca do Congresso, em Washington, D.C., para preservação devido à sua relevância cultural e estética. Em 2015, a BBC considerou o curte como o quadragésimo melhor filme americano já feito.

## Enredo
Uma mulher vê alguém enquanto caminha de volta à casa. Ao entrar, ela sobe as escadas e adormece em uma poltrona, experimentando, então, múltiplos tormentos e visões que a fazem incapaz de diferenciar realidade de sonho, perseguindo repetidas vezes uma misteriosa figura encapuzada e refazendo seus passos a sua casa, deparando-se continuamente com objetos domésticos, como a chave de casa, uma faca de pão, um telefone fora do gancho e uma flor. Eventualmente, ela segue a figura encapuzada até seu quarto, onde esconde uma faca debaixo de um travesseiro, e encontra seu próprio corpo dormindo na poltrona. 
Ao ser acordada por um homem e levada ao seu quarto, a mulher percebe que tudo que sonhara era real e nota que a postura do homem era a mesma da figura quando ele esconde uma faca debaixo do travesseiro. Ela tenta atacá-lo, mas falha. Nos minutos finais do filme, o homem adentra a casa e vê um espelho quebrado sobre o chão molhado. Ele então percebe a mulher deitada em uma poltrona, antes dormindo, e agora morta.
Os diretores Maya Deren e Alexander Hammid retratam a mulher e o homem, respectivamente.

## Influência
Cenas de Tramas do Entardecer são reproduzidas semelhantemente no vídeo de 2010 para a canção "Tightrope", da artista americana Janelle Monáe, e no vídeo de 2009 para a canção "Ambing Alp", da banda de rock experimental Yeasayer.
A atmosfera onírica do curta influenciou notoriamente a produção do cineasta americano David Lynch, conhecido por filmes suspenses surrealistas, podendo ser percebida em "Lost Highway", de 1997, "Mullholland Drive", de 2001 e "Inland Empire", de 2006.